# Йохан II фон Абенсберг
Йохан II фон Абенсберг (на немски: Johann II von Abensberg; † 21 юни 1397, Регенсбург) е благородник от баварската графска фамилия Абенсберги, господар на Абенсберг в Бавария и основател на манастир Абенсберг.

## Произход и управление
Той е син на Улрих III фон Абенсберг († 30 август 1367), фогт на Рор, и съпругата му Елизабет фон Гунделфинген († сл. 25 февруари 1342), дъщеря на рицар Свигер X фон Гунделфинген († 1384) и съпругата му Салмей († 1346/1356). Роднина е на Конрад I фон Абенберг, архиепископ на Залцбург (1106 – 1147). Има петима братя – Теодерих фон Абенсберг († 1383), княжески епископ на Регенсбург (1381 – 1383), Улрих IV фон Абенсберг († 1374/1375), женен 24 април 1372 г. за Катарина фон Лихтенщайн-Мурау († сл. 1375), Вернхард фон Абенсберг († сл. 1374), Вилхелм I фон Абенсберг († сл. 1376) и Албрехт фон Абенсберг, женен пр. 18 октомври 1398 г. за Маргарета фон Хоенцолерн († 1433). Сестра му Барбара фон Абенсберг е омъжена за Хайнрих II фон Розенберг († 1346).
Йохан II фон Абенсберг се жени за Агнес фон Лихтенщайн-Мурау († 23 юни 1397, Регенсбург, погребана в Св. Емеран). Той подарява на 27 март 1389 г. със съпругата си Агнес кармелитския „манастир Абенсберг“. На 20 декември 1390 г. папа Бонифаций IX разрешава основаването на манастира, на 7 септември 1391 г. следва разрешението чрез регенсбургския епископ Йохан. Служебното дарение става на 7 април 1392 г.
Йохан II фон Абенсберг умира на 21 юни 1397 г. в Регенсбург и е погребан в манастир Св. Емеран в Регенсбург.

## Деца
Йохан II фон Абенсберг и Агнес фон Лихтенщайн имат осем децата:
- Йобст фон Абенсберг († 29 август 1428), господар на Абенсберг, сгоден на 9 април 1383 г. и женен на 18 март 1386 г. за Агнес фон Шаунберг († 10 август 1412), дъщеря на граф Хайнрих VII фон Шаунберг († 1390) и графиня Урсула фон Гьорц/Горица († сл. 1377)
- Улрих фон Абенсберг († сл. 1392)
- Йорг фон Абенсберг († 26 септември 1414/18 август 1416)
- Вернхард фон Абенсберг
- Елизабет фон Абенсберг (* ок. 1377; † 1423), омъжена I. пр. 18 март 1386 г. за граф Улрих II фон Шаунберг († 22 април 1398), брат на Агнес фон Шаунберг, II. ок. 1403 г. за граф Херман III фон Цили († 30 юли 1426)
- Маргарета фон Абенсберг († 1409), омъжена I. за рицар Кристиан I фон Фраунберг-Хааг († 28 септември 1396), II. за Конрад Кухлер цу Фрибург и Матигхофен († сл. 1383)
- Агнес фон Абенсберг († 15 юли 1468), омъжена за граф Хуго VIII фон Верденберг-Хайлигенберг-Райнек († 1428)
- Урсула фон Абенсберг († 30 януари 1422), фрайин фон Абенсберг, вер. омъжена на 28 февруари 1395 г. за трушсес Йохан II фон Валдбург († 1424)